# 季洪 (乌克兰)
49°40′27″N 36°5′42″E / 49.67417°N 36.09500°E
季洪（烏克蘭語：Джгун）是位於烏克蘭東部的村莊，由哈爾科夫州丘胡伊夫区的茲米伊夫市鎮負責管轄。該村始建於1685年，面積0.19平方公里，海拔高度136米，2001年人口86，人口密度每平方公里464.9人。